# Bataille de Mount Gray
Guerres apaches
Guerre de Sécession
Batailles
- Point of Rocks (en)
- Wagon Mound (en)
- Combat de Bell (en)
- Cieneguilla (en)
- Ojo Caliente Canyon (en)

- Diablo Mountains (en)
- Expédition d'Antelope Hills (en)
- Little Robe Creek (en)
- 1re Adobe Walls

- Cooke's Spring (en)
- Expédition de Bonneville (en)
- Madera Canyon (en)
- Mimbres River (en)
- Affaire Bascom
- Tubac
- Cooke's Canyon
- Florida Mountains
- Gallinas Mountains
- Placito
- Pinos Altos
- 1re Dragoon Springs
- 2e Dragoon Springs
- Apache Pass
- Big Bug
- Mowry (en)
- Mount Gray
- Doubtful Canyon
- Fort Buchanan

- Pipe Spring

- Camp Grant
- Wickenburg
- Burro Canyon
- Tonto Basin
- Salt River Canyon
- Turret Peak (en)
- Sunset Pass (en)

- Yellow House Canyon (en)

- Ojo Caliente
- Las Animas Canyon
- Hembrillo Basin (en)
- Alma (en)
- Fort Tularosa (en)
- Carrizo Canyon (en)

- Cibecue Creek
- Fort Apache (en)
- McMillenville (en)
- Big Dry Wash
- Lordsburg Road
- Devil's Creek (en)
- Little Dry Creek (en)
- Nacori Chico
- Bear Valley (en)
- Pinito Mountains

- Kelvin Grade (en)
- Cherry Creek (en)
- Guadalupe Canyon (en)

- Stanwix Station
- Picacho Pass
- Tucson
- Apache Pass
- La Paz
- Pecos River
- Mount Gray
- Doubtful Canyon
- Fort Buchanan

- Mesilla (1re)
- Tubac
- Cooke's Canyon
- Florida Mountains
- Gallinas Mountains
- Placito
- Pinos Altos
- Canada Alamosa
- Valverde
- Stanwix Station
- Picacho Pass
- Dragoon Springs (1re)
- Dragoon Springs (2e)
- Tucson
- Mesilla (2e)
- Apache Pass
- La Paz

La bataille de Mount Gray est un engagement peu connu des guerres apaches livrées sur les contreforts de la montagne Gray (en), alors connu comme le Mount Gray le 7 avril 1864. Un troupe de la colonne de Californie de l'armée des États-Unis attaque une force supérieure d'Apaches Chiricahuas dans leur camp et les mettent en déroute.

## Contexte
Lorsque la guerre de Sécession éclate en 1861, l'Arizona confédéré est créé et en conséquence l'Union lève une force de volontaires de Californie pour marcher sur l'Arizona afin de capturer le territoire et renforcer l'armée de l'Union au Nouveau-Mexique. Pendant un voyage de 900 milles (1 448 km) en 1862 et 1863, la colonne de Californie construit et occupe plusieurs camps et forts et lorsque la colonne reprend la route, des hommes sont laissés en garnison. L'un de ces postes est le camp Mimbres. Le 15 mars 1864, les Apaches lancent un raid contre un troupeau de bétail à Cow Springs (en). Le 27 mars, la garnison du camp Mimbres est informée de l'attaque, aussi le capitaine James H. Whitlock (en) organise une expédition pour reprendre le bétail volé. L'expédition est constituée de quarante-six hommes du 5th California Infantry avec dix hommes du 1st California Cavalry(p880). Quelques éclaireurs de la milice les accompagnent pour servir de pisteurs. Ils se dirigent vers Stein's Peak (en) dans les Sierra Bonita Mountains (en) et quand ils y arrivent, une piste apache est trouvée et mène vers le nord dans la vallée San Simon (en). Après quelques jours de marche supplémentaires, la piste apache tourne vers l'ouest et ils la suivent vers la base de Mount Gray dans l'actuel comté de Hidalgo.

## Bataille
Vers 4 heures du matin le 7 avril, alors qu'il marche dans les contreforts, la capitaine Whitlock remarque des feux de camp au loin et il conclut immédiatement qu'il s'agit d'un camp apache. Rapidement Whitlock avance ses troupes vers le camp où environ 250 guerriers apaches se reposent avec le troupeau de bétail. Whitlock décide de séparer son commandement en petits groupes pour encercler le camp, qu'ils attaqueront à la première lueur du jour. Aussi, lorsque le soleil s'élève au-dessus de l'horizon, les soldats américains commencent leur assaut. Le capitaine mène la charge dans le camp apache qui est défendu par les Chiricahuas pendant une heure avant leur retraite vers la montagne. Lorsque finalement les américains ont le contrôle de la situation, ils mettent le feu aux wigwams et détruisent environ 300 livres (136 kg) de mezcal séché, une source de nourriture apache. Pendant que le mescal brûle, trente apaches qui retraitent tournent autour et attaquent les soldats pour tenter d'arrêter la destruction de leur nourriture mais ils sont dispersés par une volée efficace de tirs de fusils. Vingt-et-un apaches sont tués et laissés sur le terrain, les autres sont blessés mais s'échappent et quarante-cinq chevaux et mules sont capturés. Il n'y a pas de victimes américaines,.

## Conséquences
La bataille de Mount Gray est l'un des engagements les plus significatifs livrées entre la colonne de Californie et les Apaches. Similaire à la bataille d'Apache Pass antérieure, les californiens sont en infériorité numérique mais parviennent à battre une plus grande force de guerriers aguerris.
La vallée Whitlock (en) et les montagnes Whitlock (ceb) sont nommées plus tard en l'honneur du capitaine Whitlock.